# Unkkajärvi
Unkkajärvi är en sjö i kommunen Enontekis i landskapet Lappland i Finland. Sjön ligger 593,6 meter över havet. Arean är 41 hektar och strandlinjen är 4,27 kilometer lång. Sjön  ingår i Torne älvs huvudavrinningsområde.   Den ligger omkring 330 kilometer nordväst om Rovaniemi och omkring 1000 kilometer norr om Helsingfors. 